# Billy Butler (baseballista)
Billy Ray Butler (ur. 18 kwietnia 1986) – amerykański baseballista, który występował na pozycji pierwszobazowego i jako designated hitter.

## Przebieg kariery
Butler został wybrany w 2004 roku w pierwszej rundzie draftu z numerem 14. przez Kansas City Royals i początkowo występował w klubach farmerskich tego zespołu, między innymi w Omaha Royals, reprezentującym poziom Triple-A. W Major League Baseball zadebiutował 1 maja 2007 w meczu przeciwko Los Angeles Angels of Anaheim, w którym zaliczył dwa uderzenia.
W styczniu 2011 podpisał nowy, czteroletni kontrakt wart 30 milionów dolarów. W sezonie 2012 po raz pierwszy wystąpił w Meczu Gwiazd i otrzymał nagrodę Silver Slugger Award spośród designated hitterów. 15 września 2012 w spotkaniu z Los Angeles Angels of Anaheim zdobył 100. w karierze home runa.
W listopadzie 2014 jako wolny agent podpisał trzyletni kontrakt wart 30 milionów dolarów z Oakland Athletics. We wrześniu 2016 został zawodnikiem New York Yankees.

## Nagrody i wyróżnienia
| Nagroda/wyróżnienie  | Lata | Źródło |
| All-Star             | 2012 | [ 5 ]  |
| Silver Slugger Award | 2012 | [ 6 ]  |